# نيكلوديون أفلام
نيكلوديون أفلام (بالإنجليزية: Nickelodeon Movies)‏ هو الذراع الإنتاجي لشبكة الأطفال الأمريكية نيكلوديون، يختص بإنتاج الأفلام المتحركة وأفلام الإثارة الحية. تأسس القسم في 25 فبراير 1995. ثمَّ أصبح القسم جزءاً من شركة بارامونت بلايرز [الإنجليزية] التابعة لشركة باراماونت بيكتشرز، وهي نفسها مملوكة لشركة فاياكوم سي بي إس وفي النهاية الشركة القابضة ناشيونال أميوزمنت. أنتجت الشركة حتى الآن أكثر من 36 فيلمًا طويلًا، مع العديد من الأفلام الناجحة بما في ذلك سبونج بوب سكوير بانتس ورانجو وهارييت الجاسوسة وجود برجر وليموني سنيكتس: سلسلة من الأحداث المأساوية ومغامرات تان تان و قاعة مادهوت وفيلم راجراتس، ووشبكة شارلوت، وسجلات سبايدرويك، وناتشو ليبر، وجيمي نيوترون: الفتى العبقري ودورا ومدينة الذهب المفقودة. فيما أعلنوا عن فيلمهم المرتقب لعام 2022 بعنوان صعود سلاحف النينجا على شبكة نتفليكس.
حصل الاستوديو على العديد من الجوائز منها جائزتين من جوائز الأوسكار وجائزة غولدن غلوب وأربع جوائز اختبار أطفال نيكلوديون بالإضافة لـ13 ترشيحاً لجائزة زحل، لكن لم تفز أفلام الاستوديو بأي منها.
ومن ناحية أخرى، حصد الاستوديو خمسة جوائز التوتة الذهبية في مجالات مختلفة.

## نبذة تاريخية

### الصفقة بين شبكة نيكلوديون وشركة أفلام فوكس للقرن العشرين
أبرمت شبكة نيكلوديون عقداً مع شركة أفلام فوكس للقرن العشرين لمدة عامين بدءاً من العام 1993 لإنتاج أفلام روائية جديدة، بالرغم من ذلك، لم يستبعد أحد المسؤولين التنفيذين في شبكة نيكلوديون إمكانية إنتاج أفلام تستند على مسلسلات قديمة مثل رن وستمبي وراجراتس وداني المهضوم الذين سبق عرضهم. إلا أنه لم يتم إنتاج أي من هذه الأفلام بسبب استحواذ الشركة الأم فياكوم على شركة باراماونت بيكتشرز عام 1994، وقامت بتوزيع الأفلام بدلاً من ذلك. مع الاختلافات الإبداعية مع جون كريكفالوسي -مبتكر رن وستمبي - وعدم القدرة على تسويق هذا الفيلم بطريقة صديقة للعائلة كما السابق بدلاً من «الفكاهة الساخرة والفظة» التي أفسدت الفيلم. ومع ذلك، فإن شركتي فياكوم وبارامونت قررتا المضي قدماً والبدء بتطوير فيلم راجراتس بعد عام من الاستحواذ.
لم يتم إنتاج نسخة نيكلوديون من فيلم داني المهضوم بسبب استحواذ شركة والت ديزني على استوديو إنتاج العرض - جامبو بيكتشرز - عام 1996. مما أدى لانتقال العرض من ديزني إلى شبكة أيه بي سي وبُثَّت المواسم الجديدة كجزء من كتلة برامجها للأطفال ديزني أفلام صباح السبت بعنوان داني المهضوم من ديزني. في عام 1999، أصدرت والت ديزني بيكتشرز فيلمًا للمسلسل بعنوان فيلم دوغ الأول.

### نيكلوديون أفلام (1995-1998)
انطلقت قناة نيكلوديون أفلام في 25 فبراير 1995، وأطلق الاستديو فيلمه الأول في 10 يوليو 1996 وهو هارييت الجاسوسة فيلم تجسس كوميدي مبني على رواية تحمل ذات الاسم.
في 25 يوليو 1997، أطلق الاستديو فيلماً آخر بعنوان جود برجر وهو فيلم كوميدي من بطولة كينان طومسون، كيل ميتشل، آبي فيغودا، دان شنايدر، شار جاكسون، جوش سيرفر، لوري بيث دينبرج، جان شويترمان، ليندا كارديليني وسندباد. وكان رسومات الفيلم مبنية على سلسلة الكوميديا كل ذلك [الإنجليزية] الذي بُث على قناة نيكلوديون.
في 20 نوفمبر 1998، أصدر الاستوديو فيلم راجراتس، والذي كان أول فيلم رسوم متحركة من نيكلوديون أفلام وأول فيلم تعرضه شبكة نيكلوديون في المسارح. تلقى الفيلم انتقادات متنوعة ما بين مؤيد ومعارض. لكنه حقق نجاحا في شباك التذاكر إذ حقق 100,494,675 دولارًا في شباك التذاكر الأمريكية و 140,894,675 دولارًا في جميع أنحاء العالم. كما أصبح أول فيلم رسوم متحركة غير تابع لشركة ديزني يصل إجمالي الربح فيه في الولايات المتحدة فقط إلى أكثر من 100 مليون دولار أدى نجاح الفيلم إلى إنتاج سلسلتين منه.

### القرن الواحد والعشرين

#### العقد الأول من القرن

شعار نيكلوديون أفلام من 2000 حتى 2008.

في 11 فبراير 2000، أصدر الاستوديو يوم الثلج، وهو فيلم كوميدي من بطولة تشيفي تشيس وكريس إليوت وزينا جراي وجوش بيك ومارك ويبر وشويلر فيسك وجادي يوركر وإيمانويل شريكي. تلقى هذا الفيلم مراجعات سلبية، بالرغم من ذلك حقق إيرادات عالمية تقدر بـ62،464,731 دولار. بعد تسعة أشهر، وتحديدًا في 17 نوفمبر 2000، أصدر الاستوديو راجراتس في باريس: الفيلم، الذي كان أول تتمة لفيلم راجراتس، وحقق إيرادات بقيمة 76,507,756 دولارًا في شباك التذاكر الأمريكية و103،291,131 دولارًا في جميع أنحاء العالم. حصل الفيلم على تقييمات إيجابية، وأصبح أكثر أفلام راغراتس استحسانًا حتى الآن.
في 21 ديسمبر 2001، أصدر الاستوديو أول فيلم رسوم متحركة عبر الصور المنشأة بالحاسوب، جيمي نيوترون: الفتى العبقري. المبني على سلسلة من الأفلام القصيرة التي بثتها قناة نيكلوديون عام 1998. وحقق نجاحًا كبيرًا في شباك التذاكر، حيث حقق 80,936,232 دولارًا أمريكيًا في الولايات المتحدة و102،992,536 دولارًا أمريكيًا في جميع أنحاء العالم. يقوم ببطولته ممثلو الصوت ديبي ديبيري، وروب بولسن، وكارولين لورانس، وجيفري جارسيا، وكاندي ميلو، وشارك في بطولته مارتن شورت وباتريك ستيوارت. ورشح الفيلم في 24 مارس 2002 لجائزة الأوسكار الأولى لأفضل فيلم رسوم متحركة، لكنه خسر أمام شريك. لكنه يعد أول فيلم من أفلام نيكلوديون التي رشحت لجائزة الأوسكار. أدى نجاح الفيلم إلى تحويل هذا الفيلم إلى مسلسل تلفزيوني، مغامرات جيمي نيوترون: الفتى العبقري، والذي بُث على قناة نيكلوديون من عام 2002 إلى عام 2006.
في 29 مارس 2002 أصدر الاستوديو فيلم الحركة والخيال العلمي موقفو الساعة من بطولة جيسي برادفورد، بولا غارسيس وفرينش ستيوارت. تعرض هذا الفيلم للنقد السلبي وسجل أرقام مخيبة في شباك التذاكر إذ لم يحقق سوى حوالي 37 مليون دولار أمريكي على المستوى المحلي (في الولايات المتحدة الأمريكية) وحوالي 39 مليون دولار أمريكي عالمياً.
في 28 يونيو 2002، أصدرت نيكلوديون أفلام فيلم مرحبًا أرنولد! من بطولة شخصيات المسلسل الذي يحمل الاسم ذاته والضيف كان بول سورفينو في دور شيك، الذي كان الرئيس التنفيذي لشركة عقارية تدعى «صناعات تكنولوجيا المستقبل» (بالإنجليزية: Future Tech Industries)‏ (FTI). تلقى الفيلم مراجعات سلبية أيضاً وحقق 15.2 مليون دولار. كان من المقرر في الأصل أن يكون فيلمًا تلفزيونيًا بعنوان أرنولد يحفظ الحي (بالإنجليزية: Arnold Saves the Neighborhood)‏، لكن المديرين التنفيذيين في بارامونت بيكتشرز قرروا إصدار هذا الفيلم بطريقة مسرحية. كان أول فيلم رسوم متحركة من نيكلوديون يحصل على تصنيف PG (يستلزم رقابة عائلية).
أصدر الاستوديو، عامي 2002 و 2003، بالتعاون مع كلاسكي تشوبو، فيلمين يعتمدان على البرامج التلفزيونية الشهيرة فيلم عائلة ثورنبيري وراجراتس اجمحي، على التوالي. حيث أصدر فيلم عائلة ثورنبيري في 20 ديسمبر 2002، من بطولة أعضاء فريق العرض الأصليين، لاسي شابيرت، وتيم كاري، وجودي كارلايل، ودانييل هاريس، ومايكل فليا بالزاري، وتوم كين. تلقى هذا الفيلم تقييمات إيجابية وحقق نجاحًا في شباك التذاكر، حيث حقق 40.1 مليون دولارً محليًا و 60.7 مليون دولار أمريكي عالمياً. في 23 مارس 2003، رُشح هذا الفيلم لجائزة الأوسكار لأفضل أغنية أصلية. ثم في 13 يونيو 2003، أطلقت الشركتان فيلم راجراتس اجمحي الذي لاقى صدى مختلط وحقق بعض النجاحات في شباك التذاكر، على عكس أفلام راجراتس السابقة، سجل الفيلم حوالي 40 مليون دولار أمريكي في شباك التذاكر المحلية و 55.4 مليون دولار أمريكي عالمياً. هذا الفيلم هو أيضًا فيلم راجراتس الوحيد الذي حصل على تصنيف PG.
وبعد عامين، وتحديداً في 19 نوفمبر 2004، أصدرت الشبكة الرئيسة نيكلوديون فيلم سبونج بوب سكوير بانتس، استنادًا إلى سلسلة نيكلوديون التلفزيونية الشهيرة، سبونج بوب سكوير بانتس. تلقى هذا الفيلم مراجعات إيجابية وحقق 85.4 مليون دولار أمريكي في المستوى المحليو 140.2 مليون دولار أمريكي عالميًا. أدى نجاح هذا الفيلم إلى إنتاج جزء آخر منه،  وأصدر منه منتجات في أشكال مختلفة من ألعاب رقمية للسلسلة أو إنتاج الموسيقى التصويرية فقط، أو الكتب أو خطاً لانتاج الألعاب.
مع إصدار فيلم سبونج بوب سكوير بانتس، عادت نيكلوديون لتحقق النجاح في شباك التذاكر، اشترى الاستوديو حقوق الفيلم لسلسلة كتب سلسلة من الأحداث المؤسفة في مايو 2000. وافقت شركة باراماونت بيكتشرز، مالكة نيكلوديون أفلام، على المشاركة في التمويل مع سكوت رودين. كان العديد من المخرجين تواقين للعمل على هذا الفيلم بمن فيهم تيري جيليام ورومان بولانسكي، وقد كان أحد المرشحين المفضلين للكاتب دانييل هاندلر (الاسم الحقيقي لموني سكيت) هو جاي مادين، إلا أنَّه في يونيو 2002، عُين باري سونيدفيلد للإخراج وذلك بسبب تعاونه المسبق المع رودين، وأسلوبه العمل على الكوميديا السوداء، والذي يظهر في إخراجه أفلام عائلة آدامز وقيم عائلة آدامز وأحضر شورتي [الإنجليزية]. أشار سونينفيلد إلى كتب سلسلة من الأحداث المؤسفة على أنها قصص أطفاله المفضلة. وظف المخرج هاندلر لكتابة السيناريو  بهدف جعل ليموني سنيكيت مسرحية موسيقية، ويلعب جيم كاري دور كونت أولاف في سبتمبر 2002. في نهاية المطاف، ترك سونينفيلد العمل بسبب مخاوف تتعلق بالميزانية في يناير 2003 وتولى المخرج براد سيلبرلينج المسؤولية. ليصدر هذا الفيلم في 17 ديسمبر 2004، بعد شهر من إصدار فيلم سبونج بوب سكوير بانتس. نال فيلم سلسلة من الأحداث المؤسفة استحسان النقاد وحقق نجاحاً في شباك التذاكر الأمريكي والعالمي، حيث حقق في الأول 118,634,549 دولاراً أمريكياً، و 209,073,645 دولاراً عالمياً. حاز الفيلم على جائزة الأوسكار لأفضل مكياج عام 2005. ذات العام، اشترى الاستوديو وباراماونت كلاسيكس فيلمًا وثائقيًا بعنوان (بالإنجليزية: Mad Hot Ballroom)‏، في مهرجان سلامدانس للأفلام 2005 في مدينة بارك سيتي، ليصبح الفيلم الوثائقي الوحيد الذي تقوم نيكلوديون أفلام بإنتاجه، كما حصل الفيلم على إصدار مسرحي محدود، وبلغ إجمالي الأرباح حوالي 8118 دولار أمريكي في الولايات المتحدة الأمريكية و 9079 دولاراً عالمياً، كما حاز الفيلم على نقد إيجابي جيد. بعد عدة أشهر، أصدر الاستوديو وباراماونت أول إنتاج مشترك لهما مع كل من كولومبيا بيكتشرز وميترو غولدوين ماير، وأصدروا فيلمًا كوميديًا عائليًا بعنوان «ملكك، ملكي وملكنا» قالب:بالإنج، في نسخة جديدة من الفيلم الذي يحمل ذات الاسم إصدار عام 1968. هذا الفيلم من بطولة دينيس كويد ورينيه روسو.لاقى هذا الفيلم انتقاداً شديداً، بالرغم من ذلك، حققنجاحًا متواضعًا في شباك التذاكر، حيث كسب 53,412,862 دولارًا في الولايات المتحدة و 72,028,752 دولارًا في جميع أنحاء العالم.
في 16 يونيو 2006، أصدرت شبكة نيلكوديون فيلم المصارعة الكوميدي ناتشو ليبر. المبني بشكل كبير على قصة فراي تورمينتا. هذا الفيلم من بطولة جاك بلاك وهيكتور جيمينيز وآنا دي لا ريغيورا. التقى هذا الفيلم باستقبال نقدي مختلط، لكنه حقق نجاحًا في شباك التذاكر، حيث حقق 80,197,993 دولارًا في شباك التذاكر المحلي و 99,255,460 دولارًا عالمياً، يتطلع لأجزاء أخرى من الفيلم.
بعد شهرين، أصدر الاستوديو فيلمًا جديدًا بالإنتاج الحاسوبي المصور بعنوان الحظيرة، من بطولة أصوات كيفن جيمس، بدور أوتيس، التي هي بقرة مبتهجة تحب إقامة الحفلات، كورتني كوكس بدور ديزي، بقرة طيبة القلب، ديفيد كويشنير بدور داغ، ذئب شرير، سام إليوت في دور بن، والد أوتيس وزعيم الحظيرة، داني جلوفر بدور مايلز، بغل قديم، وممثلين آخرين لأداء الأصوات منهم كام كلارك، جيف جارسيا، إس سكوت بولوك، تينو إنسانا، موريس لامارش، جون ديماجيو، فريد تاتاسكيور، وروب بولسن. قوبل هذا الفيلم بصدى نقدي سلبي، لكنه حقق نجاحًا في شباك التذاكر، حيث حقق 72,637,803 دولارًا في شباك التذاكر في الولايات المتحدة و 116,476,887 دولارًا في جميع أنحاء العالم. على مثال جيمي نيوترون: الفتى العبقري برز نجاح الفيلم في برنامج تلفزيوني يحمل اسم مزرعة المشاغبين الذ بدأ عرضه عام 2007 واستمر حتى 2011 على قناة نيكلوديون، ليكون بذلك أطول من زمن عرض مغامرات جيمي نيترون. حل كريس هاردويك محل كيفن جيمس في دور أوتيس.
في 15 ديسمبر 2006، أصدر الاستوديو فيلم شبكة شارلوت، وهو فيلم درامي عائلي مبني على كتاب إي بي وايت الذي يحمل نفس الاسم، بطولة داكوتا فانينغ، وكيفن أندرسون، وبو بريدجز، وأصوات دومينيك سكوت كاي، وجوليا روبرتس، وستيف بوشيمي، وجون كليز، وأوبرا وينفري، وروبرت ريدفورد، وريبا ماكنتاير، وكاثي بيتس، مع توماس هادن تشورتش وسيدريك ذا إنترتينر. حقق هذا الفيلم نجاحًا كبيرًا في شباك التذاكر، حيث حقق 82,985,708 دولارًا أمريكيًا في الولايات المتحدة و 144,877,632 دولارًا أمريكيًا في جميع أنحاء العالم. هذا هو أول فيلم حصل على تصنيف فيلم للجمهور العام (G) من نيكلوديون منذ خمس سنوات وأول فيلم من أفلام الحركة الحية حصل على تصنيف الجمهور العام (G) بالإضافة إلى كونه الفيلم الأكثر ربحًا في الاستوديو بهذا التصنيف. فازت داكوتا فانينغ بجائزة بليمب للممثلة السينمائية المفضلة في حفل توزيع جوائز اختيار الأطفال لعام 2007.
بعد عامين في 14 فبراير 2008، أصدر الاستوديو سجلات سبايدرويك وهو فيلم درامي خيالي مبني على الكتاب الأكثر مبيعًا الذي يحمل نفس الاسم وبطولة فريدي هايمور وسارة بولجر وماري لويز باركر ومارتن شورت ونيك نولت وسيث روجين. أُصدر هذا الفيلم بنسخ للسينمال المحلية ونسخ آيماكس، كما حصل على تقييمات إيجابية وحقق نجاحًا في شباك التذاكر، حيث حقق 71,195,053 دولارًا في الولايات المتحدة و162,839,667 دولارًا خارجها.
في 28 يوليو 2008، أصدرت باراماونت بيكتشرز ونيكلوديون أفلام فيلماً كوميدياً للمراهقين بعنوان «أنجوس، ثونغز والعناق المثالي» (بالإنجليزية: Angus, Thongs and Perfect Snogging)‏ المبني على روايتين إنجليزيتين كانتا من الأكثر مبيعاً من تأليف لويس رينيسون، تحملان العناوين (بالإنجليزية: Angus, Thongs and Full-Frontal Snogging)‏ و(بالإنجليزية: It's OK, I'm Wearing Really Big Knickers)‏. قوبل الفيلم بتعليقات إيجابية وحقق نجاحًا في شباك التذاكر. أصدر في دور العرض في المملكة المتحدة، وحقق 8,647,770 جنيهًا إسترلينيًا وحقق 13,835,569 جنيهًا إسترلينيًا في جميع أنحاء العالم. فيما حول إلى فيلم فيديو في الولايات المتحدة وقدمت العرض الأول في الولايات المتحدة على نيك في نايت في 12 مارس 2009. إنه أيضًا أول فيلم من أفلام نيكلوديون يحصل على تصنيف PG-13 (المراقبة العائلة فوق 13 عاماً).
في 16 يناير 2009، تم إطلاق فندق الكلاب بطولة إيما روبرتس، وجيك تي أوستن، وجوني سيمونز، وكيلا برات، وتروي جنتيلي، مع ليزا كودرو، وكيفين ديلون، ودون تشيدل. وهو مقتبس من رواية عام 1971 التي تحمل نفس الاسم للكاتب لويس دنكان. تلقى هذا الفيلم آراء متباينة من نقاد السينما، لكنه حقق نجاحًا في شباك التذاكر، حيث حقق 73,034,460 دولارًا في شباك التذاكر في الولايات المتحدة وحقق 117,000,198 دولارًا في جميع أنحاء العالم. وزعته شركة دريم ووركس. هذا هو أول فيلم من نيكلوديون يوزع خارج شركة باراماونت بيكتشرز، إلا أنَّها عادت نيكلوديون لتوزع عبر باراماونت بيكتشرز.
بعد خمسة أشهر في 12 يونيو 2009، أصدرت باراماونت بيكتشرز فيلم تخيل ذلك أحد أفلام نيكلوديون، وهو فيلم درامي كوميدي من بطولة إدي مورفي وتوماس هادن تشيرش ونيكول آري باركر ومارتن شين ومارين هينكل ويارا شهيدي. تلقى الفيلم مراجعات سلبية، ينتقد بشكل أساسي أداء مورفي. كان أيضًا فشلًا في شباك التذاكر، حيث كسب 16,123,323 دولارًا فقط في شباك التذاكر المحلي وحقق فقط 22,985,194 دولارًا في جميع أنحاء العالم.

#### العقد الثاني من القرن

شعار نيكلوديون أفلام من 2010 حتى 2019

في 8 يناير 2000، أعلنت شركة باراماونت بيكتشرز توقيعها عقداً مع إم. نايت شيامالان لكتابة وإنتاج وإخراج ثلاثية من أفلام الأكشن الحية مبنية على مسلسل آفاتار: أسطورة أنج، لتشمل المغامرات الشخصية للشخصيات الرئيسة في الكتاب الأول. أنتج الفيلم بعنوان ذا لاست إيربندر في الأول من يوليو عام 2010 بتقنية ثلاثية الأبعاد، إلا أنَّه مُنع من النقاد والمعجبين وأيضاً المستمعين الذين لم يألفو هذا النوع من المسلسلات وحتى اليوم، يُعد هذا الفيم واحداً من أسوأ الأفلام وحصل بعد عام على خمس توتات بينها أسوأ مخرج، وأسوأ سيناريو وأسوأ تصوير. وكان هذا أول فيلم لنيكلوديون بتقنية الأفلام ثلاثية الأبعاد، حقق الفيلم في اليوم الافتتاحي في الولايات المتحدة الأمريكية على 16 مليون دولار، ومسجلاً الترتيب الخامس في افتتاحيات الخميس، بالرغم من النقد السلبي الذي تعرض له الفيلم إلّا أن إيراداته كانت مرتفعة إذ حقق 131,601,062 دولار أمريكي في شباك تذاكر الولايات المتحدة، و187,340,196 دولار أمريكي عالمياً، لتصل أرباحه إلى 318,941,258 دولار أميركي على النطاق الجمالي. انتهت كتابة ثلاثية الأفلام في 2018، لفتح المجال لنيتفليكس لإنتاج مسلسل إثارة حية.
في 4 مارس 2011، أطلق استوديو نيكلوديون أفلام فيلم رانجو وهو فيلم معد بالحاسوب، وأحد أنواع أفلام الكوميديا الغربية من إخراج غور فيربينسكي وبطولة جوني ديب، وإيسلا فيشر، وبيل نيغي، وأبيجيل بريسلين، وألفريد مولينا، وهاري دين ستانتون، وراي وينستون، وتيموثي أوليفانت، ونيد بيتي. أنتجت شركة فيربينسكي بلايند وينك الفيلم بالتعاون مع شركة أفلام جي كي لمالكها غراهام كينج. أعدت شركة إندستريال لايت آند ماجيك ILM الرسوم المتحركة لتسوق أول فيلم متحرك بهذه التقنية، تهتم شركة إندستريال لايت آند ماجيك عادةً بإعداد المؤثرات البصرية لأفلام الإثارة. كان هذا الفيلم المتحرك الأول لفيربنسكي، وخلال أداء الأصوات، كان على المؤديين ارتداء الأزياء والتبرج لكي يشعروا كأنهم في قلب الفيلم الغربي. كان لجوني ديب 20 يوماً تسجيلياً ليؤدي صوت رانجو، وقد برمج المعدون الأمر لكي يتفاعل المساعدون معه عند التسجيل. وقد صرح فيربنسكي أن عمل «رانجو» هي إنتاج فيلم «صغير» بعد العمل الكبير في ثلاثية قراصنة الكاريبي، لكنه قلل من أهمية صناعة أفلام الرسوم المتحركة المرهقة والمستهلكة للوقت. لاقى هذا الفيلم استحسانًا عالميًا من النقاد والجمهور العام على حد سواء وكان أول فيلم من أفلام نيكلوديون الذي يفوز بجائزة الأوسكار لأفضل فيلم رسوم متحركة، بعد مرور عشر سنوات على تقديم هذه الفئة بعد ترشيح فيلم جيمي نيوترون: الفتى العبقري. أدى نجاح رانجو لإنشاء استديو باراماونت للرسوم المتحركة [الإنجليزية] من شركة باراماونت بيكتشرز .بعد تسعة أشهر، اشتركت باراماونت بيكتشرز ونيكلوديون أفلام مع استوديو مرة أخرى وأصدرتا مغامرات تان تان، وهو فيلم رسوم متحركة ثلاثي الأبعاد، من إخراج ستيفن سبيلبرغ وإنتاج بيتر جاكسون، مع أصوات جيمي بيل، آندي سيركيس، دانيال كريج وسيمون بيج ونيك فروست، واستناداً إلى ثلاثة من سلسلة الكتاب الهزلي التي تحمل نفس الاسم من تأليف هيرجي، السلطعون مع المخالب الذهبية (1941)، سر يونيكورن (1943)، وكنز راكهام الأحمر (1944)). أُصدر هذا الفيلم بتقنية ثلاثية الأبعاد ومسارح آيماكس، بالإضافة إلى دور العرض العادية سينما "2D"، وحقق 77,591,831 دولارًا في أمريكا الشمالية و 296,402,120 دولارًا في مناطق أخرى، ليصبح المجموع العالمي 373,993,951 دولارًا. كان أيضًا أول فيلم رسوم متحركة في الاستوديو يتم عرضه ثلاثي الأبعاد. رُشح جون ويليامز، مؤلف الفيلم، لجائزة الأوسكار لأفضل نص أصلي . أصبح هذا الفيلم أول فيلم غير تابع لشركة بيكسار يفوز بجائزة جولدن غلوب لأفضل فيلم رسوم متحركة طويل، وهو أول فيلم من أفلام نيكلوديون يقوم بذلك.
في 28 فبراير 2012، تم الإعلان عن تكملة لفيلم سبونج بوب سكوير بانتس بعنوان سبونج بوب سكوير بانتس: الإسفنج خارج المياه، حيث صرح فيليب دومان -الرئيس والمدير التنفيذي لشركة الشركة الأم للاستوديو فاياكوم-:
قال دومان أيضًا مرة أخرى إن إنتاجات باراماونت للرسوم المتحركة ستكون فرصة جديدة لشركته حيث سيكلف كل منها أقل من 100 مليون دولار، وستكون وحدة الرسوم المتحركة من 30 إلى 40 شخصًا فقط، مما يتيح عوائد وأرباحًا مالية جيدة. وقال إنه بفضل التكنولوجيا الحديثة، ما زالت الأفلام تبدو «رائعة» على الرغم من انخفاض التكلفة. كما أشاد بفريق الاستوديو الخاص به لفوزه بجائزة أوسكار للرسوم المتحركة عن رانجو، وهو أول جهد أفلام معمولة بالحاسب بكاملها في استوديو نيكلوديون أفلام. وقال «نحن فخورون جدا بذلك». الفيلم الثاني لسبونج بوب من إخراج بول تيبيت، وكتابة جوناثان أيبل وجلين بيرجر، من إنتاج ماري بارنت، والإنتاج التنفيذي لمبتكر المسلسل ستيفن هيلنبرغ. أعاد أعضاء فريق العمل في المسلسل تمثيل أدوارهم من الفيلم الأول. حُركت الرسوم المتحركة الجزء التكميلي باستخدام نفس نمط الرسوم المتحركة (الرسوم المتحركة التقليدية) مثل العرض التلفزيوني.
في عام 2012، بعد أنباء شراء فاياكوم لامتيازات فيلم سلاحف النينجا المراهقون المتحولون، أعلنت نيكلوديون عن إنتاجها ذات الفيلم عبر باراماونت بيكتشرز مع تاريخ إصدار متوقع ذات العام. حيث أعلنت الشركة الأخيرة في آواخر مايو 2011 عن توظيف مايكل بي وشركائه من البلاتين دونز براد فولر وأندرو فورم لإنتاج هذا الفيلم الذي سيعيد بدء سلسلة من الأفلام من هذا النوع. ستنتج شركة بلاتين دونز شراكة مع ووالكر وميدنيك. من ناحية كتابة السيناريو، استعانت الشركة بشركة آرت ماركون ومات هولوي لكتابة الفيلم مقابل ما يقرب من مليون دولار. بعد مرور عام، تحول الاستوديو إلى الكاتبين جوش أبيلباوم وأندريه نيميك لإعادة كتابة السيناريو. في فبراير 2012، دخل جوناثان ليبسمان في مفاوضات لإخراج الفيلم. الذي أطلق إلى دور العرض في 8 أغسطس 2014. أعيد إنتاج فيلم سلاحف النينجا المراهقون المتحولون في 8 أغسطس 2014. وحققت أكبر افتتاحية لفيلم من أفلام نيكلوديون أفلام في عطلة نهاية الأسبوع، وبلغت الإيرادات الإجمالية أكثر من 65 مليون دولار في الأيام الثلاث الأولى في الولايات المتحدة الأمريكية وحدها. وهو أكبر إجمالي يُحقق لفيلم من أفلام نيكلوديون أفلام محلياً (في أمريكا الشمالية) وفي جميع أنحاء العالم، بإيرادات بلغت أكثر من191 مليون دولار أمريكي محليًا على الأيام كافة ووصلت الإثرادات العالمية حتى 493 مليون دولار أمريكي.
أُصدر الفيلم الثاني من أفلام سبونج بوب في 6 من فبراير 2015 بعنوان سبونج بوب سكوير بانتس: الإسفنج خارج المياه، الذي هو تتمة للجزء الأول فيلم سبونج بوب سكوير بانتس. حقق الفيلم ما يقرب من 163 مليون دولار في الولايات المتحدة و 323.4 مليون دولار في جميع أنحاء العالم، مما يجعله ثالث أكثر الأفلام نجاحًا من إنتاج الاستوديو. في 3 يونيو 2016، أصدر الاستوديو سلاحف النينجا: الخروج من الظلال الذي قوبل بمراجعات متنوعة، وحقق 240.6 مليون دولار في جميع أنحاء العالم.
شارك استوديو نيكلوديون أفلام أيضًا في فيلم سيارات وحشية، على الرغم من كونها مجرد شريك في التسمية مثل شركة باراماونت إلا أن الاستوديو تردد في إيراد الشعار في الفيلم الذي صدر في 13 يناير 2017، وكان قنبلة شباك التذاكر والنقاد.
فيلم الرسوم المتحركة الذي أنتجته شركة باراماونت للرسوم المتحركة ونيكلوديون أفلام بالتعاون مع استوديوهات إليون أنيميشن، بعنوان منتزه العجائب، ظهر للعموم في 15 مارس 2019، تلقى بعدها مراجعات متنوعة ما بين مدح ونقد، إذ مدحت الرسوم المتحركة والأداء الصوتي فيما انتقدت القصة والنغمة. وكان أداء الفيلم ضعيفاً في شباك التذاكر بإجمالي 119 مليون دولار مقابل ميزانية 80-100 مليون دولار. بٌني مسلسل تلفزيوني على الفيلم بعنوان مغامرات في متنزه العجائب، ومن المقرر أن يبث على قناة نيكلوديون في المستقبل، مما يجعل هذا الفيلم هو الثالث من أفلام نيكلوديون بعد جيمي نيوترون: الفتى العبقري والحظيرة الذي يكون أساساً لمسلسل تلفزيوني بعده. في 9 أغسطس 2019، أصدر الاستوديو أول فيلم مبني على سلسلة الرسوم المتحركة مغامرات دورا لنيك جونيور بعنوان دورا و مدينة الذهب المفقودة. من إنتاج باراماونت بلايرز وإخراج جيمس بوبين. كان هذا الفيلم إيجابياً من ناحية النقاد وشباك التذاكر.أنتجت نيكلوديون أفلام فيلم أصلي بعنوان اللعب بالنار من بطولة جون سينا وإخراج أندي فيكمان. صدر الفيلم في 8 نوفمبر 2019، وحقق نجاحاً متواضعاً في شباك التذاكر بالرغم من النقد السلبي الذي تعرض له.

#### منذ العام 2020
أصدر الاستوديو فيلم سبونج بوب الثالث بعنوان سبونج بوب: سبونج يلوذ بالفرار، وأطلق في دور العرض الكندية غي 14 أغسطس 2020، ورقمياً على شبكة نتفليكس في مناطق أخرى حتى 5 نوفمبر 2020. تلاه إصدار فيديو على الطلب وعبر باراماونت+ في الولايات المتحدة، في 4 مارس 2021، بعد جائحة فيروس كورونا. الفيلم من إخراج الكاتب السابق تيم هيل وشارك في كتابته. وهو آخر فيلم من أفلام سبونج بوب التي يشارك بها صانع المسلسل ستيفن هيلنبرغ بسبب وفاته في 26 نوفمبر 2018، بعد إصابته بمرض التصلب الجانبي الضموري ALS.
في 19 مايو 2019، تم الإعلان عن فيلم يستند إلى دوريات المخلاب الذي هو مسلسل كندي تبثه نيك جونيور في الولايات المتحدة. أُنتج الفيلم في كندا عبر سبين ماستر للترفيه،  مع توقيع عقد مع نيكلوديون أفلام لتقديم الفيلم دوليًا. على عكس الأفلام السابقة من أفلام نيكلوديون، فإن حقوق الطبع والنشر لـدوريات المخلب: الفيلم ليست ملكاً لشركة باراماونت، وإنما تملك سبين ماستر حقوق النشر، وتكون كل من باراماونت ونيكلوديون موزعين فقط. شارك في كتابة الفيلم وأخرجه كال بونكر، وعرض في كندا والولايات المتحدة الأمريكية في 20 أغسطس 2021، مع بثه على باراماونت+. حصل الفيلم على تقييمات إيجابية وحقق نجاحًا في شباك التذاكر.
بالإضافة إلى ذلك ، أصدر الاستوديو أيضًا فيلمين مباشرين لبث الأفلام: منزل لاود: الفيلم، وهو فيلم مقتبس من مسلسل يحمل ذات العنوان يبث على قناة نيكتون لصالح نتفليكس والذي أنتجه معهد الفيلم البريطاني وأُصدر أيضاً في 20 أغسطس 2021 بذات عنوان المسلسل. حاز الفيلم على الثناء بسبب الرسوم المتحركة والتمثيل والأغاني على الرغم من انتقاد البعض للحبكة. الفيلم الآخر، فريق ج. هو فيلم كوميديا موسيقية من بطولة جوجو سيوا أصدر على خدمة باراماونت+ في 3 سبتمبر 2021، كفيلم أصلي.
صعود سلاحف النينجا المراهقون المتحولون: الفيلم وهو قيد الإنتاج، وسيصدر على نتفليكس في وقت ما عام 2022. فيما تتعاون نيكلوديون مع بوينت غراي بيكتشرز لإصدار فيلم رسوم متحركة آخر بتقنية الصور المعمولة بالحاسب لسلاحف النينجا بعنوان سلاحف النينجا المراهقون المتحولون: المقطع التالي، والذي تعمل الشركتين عليه، وهو من إخراج جيف روي. ومن المقرر عرض هذا الفيلم في 11 أغسطس 2023.
كما يعمل الاستوديو على إنتاج جزء آخر من دوريات المخلب: الفيلم بعنوان دوريات المخلب: الفيلم العظيم، وهو قيد التطوير حالياً مع عودة كال برونكر في الإخراج والإنتاج لجنيفر دودج ولورا كلوني وتوني ستيفنز، من المقرر عرض الفيلم في 13 أكتوبر 2023. يعمل استوديو نيكلوديون أفلام مع استوديوهات آفاتار لإنتاج فيلم رسوم متحركي سينمائي بتقنية الصور المعمولة بالحاسب والذي سيُصدر عبر شركة باراماونت بيكتشرز. من المقرر أن يبدأ الإنتاج في 2021، ويعد أول مشروع للاستوديوهين سوياً.
في 2 أغسطس 2021، أعلنت شركة باراماونت بيكتشرز أن فيلمًا جديدًا من أفلام الحركة الحية لسلاحف النينجا المراهقون المتحولون كان قيد العمل مع كولن جوست وكاسي جوستلكتابة السيناريو وبتوقيه ميشيل باي وأندرو فورم وبراد فولر وسكوت مدنيك وغالين والكر في الإنتاج.

## قائمة الأعمال

### الأفلام
تُنتج و/أو توزع جميع الأفلام المدرجة بواسطة شركة باراماونت بيكتشرز ما لم يذكر خلاف ذلك.
| تاريخ الإطلاق                         | عنوان الفيلم باللغة العربية                     | عنوان الفيلم الأصلي                                 | المخرج (ون)                  | كتابة القصة                                                        | كتاب السيناريو                                                                   | الإنتاج                                                              | شركة الإنتاج | الميزانية    | إجمالي الإيرادات (مليون) |
| 1995-1999                             | 1995-1999                                       | 1995-1999                                           | 1995-1999                    | 1995-1999                                                          | 1995-1999                                                                        | 1995-1999                                                            | 1995-1999 | 1995-1999    | 1995-1999                |
| ------------------------------------- | ----------------------------------------------- | --------------------------------------------------- | ---------------------------- | ------------------------------------------------------------------ | -------------------------------------------------------------------------------- | -------------------------------------------------------------------- | --- | ------------ | ------------------------ |
| يوليو 10, 1996                        | هارييت الجاسوسة                                 | Harriet the Spy                                     | برونوين هيوز                 | غريغ تايلور (كاتب) وجولي تالين                                     | دوغلاس بيتري وتريزا ريبيك                                                        | ماري كاي باورو نافا ليفين                                            | راي ستارك | $12,000,000  | $26.6                    |
| يوليو 25, 1997                        | جود برغر                                        | Good Burger                                         | براين روبنز                  | دان شنايدر وكيفن كوبيلو وهيث سايفيرت                               | دان شنايدر وكيفن كوبيلو وهيث سايفيرت                                             | مايك تولين وبريان روبنس                                              | شركة إنتاج تالين وروبنس                                                                                             | $8,500,000   | $23.7                    |
| نوفمبر 20, 1998                       | فيلم راجراتس                                    | The Rugrats Movie                                   | نورتن فيرجين وإيغور كوفاليوف | ج. دايفيد ستين ودايفيد وايس                                        | ج. دايفيد ستين ودايفيد وايس                                                      | آرلين كلاسكي وغابور تشوبو                                            | كلاسكي تشوبو | $24,000,000  | $140.9                   |
| القرن الواحد والعشرين، العقد الأول    |                                                 |                                                     |                              |                                                                    |                                                                                  |                                                                      | |              |                          |
| فبراير 11, 2000                       | يوم مثلج                                        | Snow Day                                            | كريس كوخ                     | ويل ماكروب وكريس فيسكاردي                                          | ويل ماكروب وكريس فيسكاردي                                                        | ألبي هيكت وجوليا بيستور                                              | سي. أو. آر. إي. | $13,000,000  | $62.5                    |
| نوفمبر 17, 2000                       | راجراتس في باريس: الفيلم                        | Rugrats in Paris: The Movie                         | ستيغ بيرجكفيست وبول ديميير   | ديفيد ستيم، وديفيد ن. وايس، وجيل غوري وباربرا هيرندون وكيت بوتيلير | ديفيد ستيم، وديفيد ن. وايس، وجيل غوري وباربرا هيرندون وكيت بوتيلير               | آرلين كلاسكي وغابور تشوبو                                            | كلاسكي تشوبو | $30,000,000  | $103.3                   |
| ديسمبر 21, 2001                       | جيمي نيوترون: الفتى العبقري (فيلم)              | Jimmy Neutron: Boy Genius                           | جون ديفيس (مخرج أفلام)       | جون ديفيس وستيف أويديكيرك                                          | جون ديفيس وستيف أويديكيرك وج. ديفيد ستيم وديفيد ن. وايس                          | جون ديفيس وستيف أويديكيرك وألبي هيكت                                 | ستيف أويديكيرك، وشركة دنا للإنتاج                                                                                   | $30,000,000  | $103                     |
| مارس 29, 2002                         | موقفو الساعة                                    | Clockstoppers                                       | جوناثان فراكس                | روب هيدن، وأندي هيدن، وج. ديفيد ستيم وديفيد ن. فايس                | أندي هيدن، وجي. ديفيد ستيم وديفيد ن. فايس                                        | غيل آن هيرد وجوليا بيستور                                            | فالهالا للترفيه | $26,000,000  | $38.8                    |
| يونيو 28, 2002                        | هيا آرنولد!: الفيلم                             | Hey Arnold!: The Movie                              | تاك تاكر                     | كرايغ بارتليت وستيف فيكستين                                        | كرايغ بارتليت وستيف فيكستين                                                      | كرايغ بارتليت وألبي هيكت                                             | شركة سني أوش المحدودة                                                                                               | $3,000,000   | $15.2                    |
| ديسمبر 20, 2002                       | فيلم عائلة ثورنبيري                             | The Wild Thornberrys Movie                          | كاثي مالكازيان وجيف ماكغراث  | كيت بوتليير                                                        | كيت بوتليير                                                                      | آرلين كلاسكي وغابور تشوبو                                            | كلاسكي تشوبو | $25,000,000  | $60.7                    |
| يونيو 13, 2003                        | راجراتس اجمحي                                   | Rugrats Go Wild                                     | نورتن فيرجين وجون إنج        | كيت بوتليير                                                        | كيت بوتليير                                                                      | آرلين كلاسكي وغابور تشوبو                                            | كلاسكي تشوبو | $25,000,000  | $55.4                    |
| نوفمبر 19, 2004                       | فيلم سبونج بوب سكوير بانتس                      | The SpongeBob SquarePants Movie                     | ستيفن هيلنبرغ                | ستيفن هيلنبرغ                                                      | ديريك دريمون، وتيموثي هيل، وستيفن هيلنبرغ وكينت أوزبورن وهارون سبرينغر وبول تبيت | ستيفن هيلنبرغ وجوليا بيستور                                          | ستيفن هيلنبرغ | $30,000,000  | $140.2                   |
| ديسمبر 17, 2004                       | ليموني سنيكتس: سلسلة من الأحداث المأساوية       | Lemony Snicket's A Series of Unfortunate Events     | براد سيلبرلنج                | روبرت غوردون (كاتب)                                                | روبرت غوردون (كاتب)                                                              | لوري ماكدونالد، والتر باركس وجيم فان ويك                             | دريم ووركسو شركة إنتاج باركس وماكدونالد                                                                             | $140,000,000 | $209.1                   |
| مايو 13, 2005                         | قاعة الرقص الساخنة المجنونة                     | Mad Hot Ballroom                                    | مارلين أغريلو                | إيمي سيويل                                                         | إيمي سيويل                                                                       | مارلين أغريلو، إيمي سيويل، بريان دايفيد وكانغ وايلدر نايت 2          | باراماونت فانتايج وشركة إنتاج "Just One"                                                                            | $500,000     | $9.1                     |
| نوفمبر 23, 2005                       | ملكك، ملكي وملكنا                               | Yours, Mine & Ours                                  | راجا غوسنيل                  | مادلين ديفيس وبوب كارول ، الابن.                                   | بوب هيلغينبرغ، وروب موير، ورون بورش وديفيد كيد                                   | روبرت سيموندز ومايكل ناثانسون                                        | كولومبيا بيكتشرز ومترو غولدوين ماير                                                                                 | $45,000,000  | $72                      |
| يونيو 16, 2006                        | ناتشو ليبر                                      | Nacho Libre                                         | جاريد هيس                    | جارد هيس وجوشوا هيس ومايك وايت                                     | جارد هيس وجوشوا هيس ومايك وايت                                                   | جاك بلاك، دايفيد كلاوانس وجوليا بيستور، ومايك وايت وريكاردو ديل ريو  | شركة جاريد وجوشوا هيس                                                                                               | $35,000,000  | $99.3                    |
| أغسطس 4, 2006                         | الحظيرة                                         | Barnyard                                            | ستيف أويديكيرك               | ستيف أويديكيرك                                                     | ستيف أويديكيرك                                                                   | ستيف أويديكيرك وبول مارشال                                           | شركة أو للترفيه ستيف أويديكيرك                                                                                      | $51,000,000  | $116.5                   |
| ديسمبر 15, 2006                       | شبكة شارلوت                                     | Charlotte's Web                                     | غاري وينيك                   | سوزانا غرانت وكاري كريكباتريك                                      | سوزانا غرانت وكاري كريكباتريك                                                    | جوردن كيرنر                                                          | جوردن كيرنر ووالدن الإعلامية                                                                                        | $85,000,000  | $144.9                   |
| فبراير 14, 2008                       | سجلات سبايدرويك (فيلم)                          | The Spiderwick Chronicles                           | مارك ووترز                   | كاري كريكباتريك ودايفيد بيرينباوم وجون سايلس                       | كاري كريكباتريك ودايفيد بيرينباوم وجون سايلس                                     | مارك كانتون، لاري فرانكووإيلين غولدسميث فاين و كاري كريكباتريك       | شركة كينيدي ومارشالو أتموسفير بيكتشرز                                                                               | $90,000,000  | $162.8                   |
| يوليو 25, 2008                        | أنجوس، ثونغز والعناق المثالي                    | Angus, Thongs and Perfect Snogging                  | غريندر شاذا                  | غوريندر شادا، بول مايدا بيرغس، ويل ماكروب وكريس فيسكاردي           | غوريندر شادا، بول مايدا بيرغس، ويل ماكروب وكريس فيسكاردي                         | غوريندر شادا وليندا أوبست                                            | غولدكريست بيكتشرز                                                                                                   | $997,955     | $14.9                    |
| يناير 16, 2009                        | فندق للكلاب (فيلم)                              | Hotel for Dogs                                      | ثور فريودينثال               | جيف لويل، ومارك ماكوركل وبوب سكولي                                 | جيف لويل، ومارك ماكوركل وبوب سكولي                                               | لورين شولر دونر وإيوان ليزلي وجوناثان غوردون وجيسون كلارك            | دريم ووركس وكولد سبرينغ بيكتشرز وشركة مونتسيتو بيكتشرز ومافروكين                                                    | $35,000,000  | $117                     |
| يونيو 12, 2009                        | تخيل ذلك                                        | Imagine That                                        | كاري كريكباتريك              | إد سولومون وكريس ماثيسون                                           | إد سولومون وكريس ماثيسون                                                         | لورنزو دي بونافينتورا وإد سولومون                                    | دي بونافيتورا بيكتشرز وغولدكريست بيكتشرز و شركة إنتاج الأفلام العالمية ستيلا الجنوب3                                | $55,000,000  | $23                      |
| العقد الثاني من القرن الواحد والعشرين |                                                 |                                                     |                              |                                                                    |                                                                                  |                                                                      | |              |                          |
| يونيو 30, 2010                        | ذا لاست إيربندر                                 | The Last Airbender                                  | إم. نايت شيامالان            | إم. نايت شيامالان                                                  | إم. نايت شيامالان                                                                | إم. نايت شيامالان، سام ميرسير وفرانك مارشال                          | بليندغ إيدج بيكتشرز وشركة كيندي ومارشال                                                                             | $150,000,000 | $319.7                   |
| مارس 4, 2011                          | رانجو                                           | Rango                                               | غور فيربينسكي                | جون لوغان وغور فيربينسكي وجيمس ورد بيركيت                          | جون لوغان                                                                        | غور فيربينسكي، غراهام كينج وجون ب. كارلس                             | غور فيربينسكي(GK Films) وإندستريال لايت آند ماجيك                                                                   | $135,000,000 | $245.7                   |
| ديسمبر 21, 2011                       | مغامرات تان تان (فيلم)                          | The Adventures of Tintin                            | ستيفن سبيلبرغ                | ستيفن موفات، إدغار رايت وجو كورنيش                                 | ستيفن موفات، إدغار رايت وجو كورنيش                                               | ستيفن سبيلبرغ وبيتر جاكسون وكاثلين كينيدي                            | كولومبيا بيكتشرزوأمبلين إنترتاينمنت وشركة كينيدي ومارشال وشركة وينغنت للأفلام وهيمسفير ميديا كابيتال                | $135,000,000 | $374                     |
| أكتوبر 26, 2012                       | حجم المرح                                       | Fun Size                                            | جوش شفارتز                   | ماكس ويرنر                                                         | ماكس ويرنر                                                                       | ستيفاني سافاج وجوش شوارتز ، بارد دوروس وديفيد كانتر                  | المحتوى المجهول وFake Empire Productions                                                                            | $14,000,000  | $11.4                    |
| أغسطس 8, 2014                         | سلاحف النينجا المراهقون المتحولون               | Teenage Mutant Ninja Turtles                        | جوناثان ليبس مان             | جوش أبلباوم, أندريه نيميك وإيفان داوغرتي                           | جوش أبلباوم, أندريه نيميك وإيفان داوغرتي                                         | مايكل بي وأندرو فورم وبراد فولر وغالين والكر وسكوت ميدنيك ويان برايس | Platinum Dunes وشركة غاما للترفيه ميدنيك للإنتاج ومجلة هيفي ميتال                                                   | $125,000,000 | $493.3                   |
| فبراير 6, 2015                        | فيلم سبونج بوب سكوير بانتس: الإسفنج خارج المياه | The SpongeBob Movie: Sponge Out of Water            | بول تبيت                     | ستيفن هيلنبرغ وبول تبيت                                            | جوناثان أيبل وغلين بيرغر                                                         | بول تبيت وماري بارينت                                                | بلانتوت بيكتشرز المتحدة وبارامونت للرسوم المتحركة                                                                   | $74,000,000  | $323.4                   |
| يونيو 3, 2016                         | سلاحف النينجا: الخروج من الظلال                 | Teenage Mutant Ninja Turtles: Out of the Shadows    | ديف غرين (مخرج)              | جوش أبلباوم وأندريه نيميك                                          | جوش أبلباوم وأندريه نيميك                                                        | مايكل باي، وأندرو فورم، وبراد فولر، وغالين والكر وسكوت ميدنيك        | Platinum Dunes مجموعة الصين الإعلامية للأفلام وشركة غاما للترفيه وميدنيك للإنتاج وسميثروي للترفيه وعلي بابا بيكتشرز | $135,000,000 | $245.6                   |
| يناير 13, 2017                        | سيارات وحشية                                    | Monster Trucks                                      | كريس ويدج                    | جوناثان أيبل وغلين بيرغر وماثيو روبنسون (مخرج)                     | ديريك كونولي                                                                     | ماري بارينت ودينيس ل. ستيوارت                                        | بارامونت للرسوم المتحركة ديسربشن للترفيه                                                                            | $125,000,000 | $64.5                    |
| مارس 15, 2019                         | منتزه العجائب                                   | Wonder Park                                         | ديلان براون (غير مسجل)       | روبرت غوردون ، جوش أبلباوم ، وأندريه نيميك                         | جوش أبلباوم ، وأندريه نيميك                                                      | جوش أبلباوم ، وأندريه نيميك وكيندرا هالاند                           | إيلون للرسوم المتحركة وبارامونت للرسوم المتحركة                                                                     | $100,000,000 | $119.6                   |
| أغسطس 9, 2019                         | دورا و مدينة الذهب المفقودة                     | Dora and the Lost City of Gold                      | جيمس بوبين                   | توم ويلر ونيكولاس ستولر                                            | ماثيو روبنسون ونيكولاس ستولر                                                     | كريستين بور                                                          | باراماونت بليرز و والدن الإعلاميةوميديا رايتس كابيتال و بور! للإنتاج                                                | $49,000,000  | $120.6                   |
| نوفمبر 8, 2019                        | اللعب بالنار                                    | Playing with Fire                                   | آندي فيكمان                  | دان يوين                                                           | دان يوين ومات ليبرمان                                                            | تود غارنر وشون روبينز                                                | باراماونت بليرز و والدن الإعلامية وبروكن رود للإنتاج                                                                | $29,900,000  | $69.4                    |
| منذ 2020                              |                                                 |                                                     |                              |                                                                    |                                                                                  |                                                                      | |              |                          |
| أغسطس 14, 2020                        | سبونج بوب: سبونج يلوذ بالفرار                   | The SpongeBob Movie: Sponge on the Run              | تيموثي هيل                   | تيموثي هيل، جوناثان أيبل ، وغلين بيرغر                             | تيموثي هيل                                                                       | ريان هاريس                                                           | ستيفن هيلنبرغ وبارامونت للرسوم المتحركة وميديا رايتس كابيتال وميكروس إيماج                                          | $60,000,000  | $4.8                     |
| أغسطس 20, 2021                        | دوريات المخلاب: الفيلم                          | PAW Patrol: The Movie                               | كال برونكر                   | بيلي فروليك، وكال برونكر، وبوب بارلين                              | بيلي فروليك، وكال برونكر، وبوب بارلين                                            | جينفر دودج                                                           | سبين ماستر للترفيه وميكروس إيماج                                                                                    | $26,000,000  | $124.9                   |
| أغسطس 20, 2021                        | منزل لاود: الفيلم                               | The Loud House Movie                                | داف نيدام                    | كريس فيسكاردي                                                      | كيفن سوليفان وكريس فيسكاردي                                                      | كريس فيسكاردي                                                        | توب درو للرسوم المتحركة نتفليكس                                                                                     | لم يعلن      | لم يعلن                  |
| سبتمبر 3, 2021                        | فريق ج.                                         | The J Team                                          | مايكل ليمبيك                 | إيدي فاي                                                           | إيدي فاي                                                                         | جوجو سيوا وآيدي فاي ودون دان وسيرينثيا ستودر                         | أوسمنس وجوجو سيوا المحدودة باراماونت+                                                                               | لم يعلن      | لم يعلن                  |
| الأفلام القادمة                       |                                                 |                                                     |                              |                                                                    |                                                                                  |                                                                      | |              |                          |
| 2022                                  | صعود سلاحف النينجا المراهقون المتحولون: الفيلم  | Rise of the Teenage Mutant Ninja Turtles: The Movie | أنت ورد وأندي سوريانو        | غير معلن                                                           | توني غاما لوبو وريبيكا ماي                                                       | فلاديمير راديف وأندي سوريانو                                         | نيو ريببلك بكتشرز ونتفليكس                                                                                          | قيد الإنتاج  | قيد الإنتاج              |
| أغسطس 11, 2023                        | صعود سلاحف النينجا: الجزء الثاني                | Teenage Mutant Ninja Turtles: The Next Chapter      | جيف روي                      | بريندن أوبراين                                                     | بريندن أوبراين                                                                   | سيث روغن، إيفان غولدبيرغ وجيمس ويفر                                  | بارامونت للرسوم المتحركة وبوينت غري بيمكتشرز                                                                        | قبل الإنتاج  | قبل الإنتاج              |
| أكتوبر 13, 2023                       | دوريات المخلاب: العظيم                          | PAW Patrol: The Mighty Movie                        |                              | جنيفر دودج ، لورا كلوني وتوني ستيفنز                               | لم يعلن                                                                          | لم يعلن                                                              | سبين ماستر للترفيه وباراماونت بيكتشرز                                                                               | قيد التطوير  | قيد التطوير              |
| لم يعلن                               | غير معنون عن آفاتار                             | غير معلن                                            | لم يعلن                      | لم يعلن                                                            | لم يعلن                                                                          | لم يعلن                                                              | شركة بارامانت للرسوم المتحركة واستوديوهات آفاتار                                                                    | قيد التطوير  | قيد التطوير              |
| لم يعلن                               | غير معنون عن سلاحف النينجا                      | غير معلن                                            | كولن جوست وكاسي جوست         | مايكل بي وأندرو فورم، وبراد فولر وسكوت ميدنيك وجالين ووكر          | لم يعلن                                                                          | لم يعلن                                                              | Platinum Dunes | قيد التطوير  | قيد التطوير              |

### الأفلام الملغاة أو غير النشطة
| العنوان بالعربية                                   | العنوان الأصلي                                       | الحالة                           | التفاصيل |
| -------------------------------------------------- | ---------------------------------------------------- | -------------------------------- | --- |
| عظام                                               | Bone                                                 | نُقل إلى نتفليكس                  | في أواخر التسعينات ، جرت محاولة عبر نيكلوديون الأفلام لإنتاج فيلم على أساس الرسوم الهزلية العظام. وصرح جيف سميث ، مؤلف فيلم "Bony Comics"، في مقابلة أجريت معه في عام 2003 أن نيكيلوديون أصرت على أن يتم التعبير عن أبناء العم بوني من الممثلين الأطفال، وأراد لصوت الفيلم أن يتضمن أغاني بوب من أمثال إن سينك. وكان رد سميث أن أحدا لن يدرج أغاني البوب في منتصف سيد الخواتم أو في حرب النجوم وبالمثل لا ينبغي وضع أغاني البوب في فيلم عِظام أيضًا. ثم طُور الفيلم في شركة وارنر برذرز ضمن قسم وارنر براذرز أنيميشن بدلا من نيكلوديون. وفي عام 2019، اشترت شركة نتفليكس حقوق تحويل "عِظام" لمسلسل رسوم متحركة |
| بروميثيوس وبوب                                     | كابلام!                                              | التغى                            | أُعلن عن فيلم بروميثيوس وبوب على الهواء مباشرة في عام 1998 ليكون تعديلاً لسلسلة كابلام!. الفيلم من إنتاج إيمي هيكرلينج وإخراج هارالد زوارت، ولكن الشركة ألغت العمل به لعدم الاهتمام بانتاجه. |
| القطاع 7                                           | Sector 7                                             | قيد التطوير                      | وفي أيار/مايو 2000، فازت نيكلوديون في حرب مناقصة ضد بيكسار في الحصول على حقوق فيلم "قطاع 7" الجديد مع دارين أرنوفسكي وبالاشتراك مع شركة غود ماشين بالإنتاج. إلا أنَّ المشروع بقي في جحيم التطوير. |
| إكتوكيد                                            | Ectokid                                              | غير معروف                        | بعد إلغاء فيلم روزالين، باع باركر حقوق التلفزيون والأفلام من سلسلة إكتوكيد إلى نيكلوديون أفلام وباراماونت بيكتشرز في عام 2001. وكان من المقرر أن يستضيف الفيلم باركر ودون ميرفي، بالإضافة لألبي هيكت وجوليا بيستور منتجين من نيكلوديون، وجو دالي المنتج التنفيدي، مع كارين روزنفلت الإشراف على التطور في باراماونت. وسيعمل باركر أيضا كمنتج تنفيذي للمسلسل التلفزيوني، مع دالي وميرفي كمنتجين. وفي حديث مع صحيفة فارايتي أوضح باركر أن هدفه كان خلق "عالم قابل للامتياز" للاستوديو ، "من الجمال العظيم المتفوق ؛ واحد يعيد تشكيل توقعات الناس عن ماهية الأشباح ، وما يأتي بعد الموت ". اعتبارًا من نوفمبر 2018، لم تظهر أي معلومات أخرى عن الفيلم والمسلسل التلفزيوني ، ومن المفترض أن كليهما قد ألغي. |
| جيمي نيوترون 2: البحث عن كارل                      | جيمي نيوترون: الفتى العبقري (فيلم)                   | التغى                            | في فبراير 2002، أُبلغ عن سلسلة تالية لجيمي نيوترون: الفتى العبقري في التطوير من أجل إصدار صيف عام 2004. أبلغت المنتجة ألبي هيكت لصحيفة لوس أنجلوس تايمز "أن التكملة ستنتج على نفس المقدار من الفيلم الأول، ولكن مع دفعة جديدة من الاختراعات والمغامرات في مدينة جيمي ريتروفيل". في 20 يونيو 2002، ذكرت صحيفة هوليوود ريبورتز أن الكاتبة كيت بوتيلير وقعت على صفقة كتابة مع نيكلوديون أفلام وبيوغرانت فيجوس لكتابة مقطوعة لجيمي نيوترون: فتى عبقري بعنوان جيمي نيوترون 2: البحث عن كارل ، ولكن التتمة لم تُكمل. بدلا من ذلك استخدم ما كتب من التتمة كأساس لنسخة غيم بوي أدفانس من لعبة رقمية جيمي نيوترون ضد جيمي نيجاترون. سبب آخر لإلغاء الفيلم هو أن الكتاب لم يتمكنوا من الاتفاق على قصة وقال الكورن في وقت لاحق في مقابلة أنه "بمجرد ظهور المسلسل التلفزيوني ، لم يكن هناك الكثير من الحوافز لصنع فيلم عندما يمكن للمشجعين ببساطة مشاهدة جيمي نيوترون مجانا في المنزل". |
| تعقيب لـ ليموني سنيكتس: سلسلة من الأحداث المأساوية | Sequels to ليموني سنيكتس: سلسلة من الأحداث المأساوية | التغى                            | تمنت شركات باراماونت بيكتشرز ودريم ووركس واستوديو أفلام نيكلوديون أن يتحول فيلم ليموني سنيكتس: سلسلة من الأحداث المأساوية إلى سلسلة أفلام مثل سلسلة أفلام هاري بوتر، وتوقع جيم كاري أن تكون شخصيته جيدة كأساس لامتياز فيلم لأنها تسمح بالغوص أكثر في دور جديد: «ليس لدي صفقة [من أجل تكملة] ، لكنها صفقة لا أمانع القيام بها مرة أخرى لأن هناك العديد من الشخصيات» وقد أوضح الممثل في ديسمبر 2004: «ما أقصده، أنه هناك الكثير من المتعة، هناك الكثير من المتعة في كونك ممثل سيء تؤدي شخصية ..» في مايو 2005، قال المنتج لوري ماكدونالد: «ليموني سنيكيتس ما زال شيئا باراماونت مهتمة في السعي إليه ونحن سنتحدث معهم أكثر» وفي تشرين الأول/أكتوبر 2008، قال دانيال هاندلر "يبدو أن هنالك ملامح لتتمة العمل. وكان لباراماونت قلة من الاجتماعات في الفترة السابقة التي أدت إلى كثير من التأخيرات وبالطبع، عدد كبير من الخطط في هوليوود أخذت بالاعتبار، لكني متيقن أن فيلم آخر سيُعد يوماً ما". في يونيو 2009، أكد سيلبرلينغ أنه لا يزال يتحدث عن المشروع مع هاندلر، واقترح أن يكون الجزء الثاني للفيلم من نوع إيقاف الحركة في التصوير، وأن يكون الفيلم في جو جديد، بسبب تقادم الممثلين الأساسيين في العمر لتأدية هذه الأدوار وظهور جيل جديد من الممثلين الشباب. "بطريقة غريبة، أفضل شيء يمكنك فعله هو أن تجعل ليموني سنيكيتس تقول للجمهور: " حسنا ، لقد رهنا الفيلم الأول كمجرد دراما مع الممثلين. الآن، أخشى أنني سأريكم الشيء الحقيقي ". وقد أدار الامتياز سلسلة تحركات حية لمدة 3 مواسم على نتفليكس. |
| -                                                  | The Anybodies film adaptation                        | غير معروف                        | في ديسمبر 2004، حصلت باراماونت بيكتشرز ونيكيلوديون على حقوق الفيلم من سلسلة الكتب التي تحمل نفس الاسم. كان من المقرر أن يتم إصداره في وقت ما في عام 2006، ولكن لم يتم ذلك منذ ذلك الحين |
| فيلم غير معنون الوالدان السحريان                   | Untitled الوالدان السحريان animated film             | التغى                            | في عام 2005 أو 2006، فكر بوتش هارتمان في إجراء تكييف مسرحي لسلسلته التلفزيونية المتحركة الوالدان السحريان بعد إلغاء العرض لأول مرة في عام 2006، لتنتجها نيكلوديون أفلام وباراماونت بيكتشرز. كان من المقرر أن يكون الفيلم متحركا مثل المسلسل إلى حد كبير فضلا عن أجرة نيكلوديون السابقة مثل ثلاثية روجراتس وفيلم سبونج بوب سكوير بانتس، ولكن تم سحبه بسبب تغيير الإدارة في باراماونت على الرغم من أن النص كان مكتوبا بالفعل. إلا أن هارتمان أعرب عن اهتمامه في إصدار الفيلم على قرص، وذكر أن النص يمكن أن يخدم لفيلم تلفزيوني آخر من البرنامج. انتهت السلسلة في 26 يوليو 2017، وغادر بوتش هارتمان نيكلوديون في أوائل عام 2018 قبل أن ينتقل إلى سوني بيكتشرز أنيميشن لتخطط لإنتاج الفيلم على شكل فيلم موزع مباشرة عبر القرص، مما ينهي على ما يبدو أي فرص لحدوث الفيلم. على الرغم من العديد من الأفلام التلفزيونية، ويعد مسلسل الوالدان السحريات لأطوب مسلسل رسوم متحركة على شبكة نيكلوديون الذي لا تنتج له فيلماً |
| تعقيب لـ ذا لاست إيربندر                           | Sequels to ذا لاست إيربندر                           | التغى                            | كان من المفترض في الأصل أن يكون فيلم ذا لاست إيربندر، الذي صدر عام 2010، أول فيلم في فيلم أفاتار حي العمل: ثلاثية أفلام ذا لاست إيربندر تستند في كل منها إلى ثلاثة مواسم من المسلسل. بسبب النقد والسلبية التي تعرض لها الفيلم، قررت نيكلوديون وباراماونت تعليق المزيد من الخطط للإكماله. في سبتمبر 2018، أُعلن عن إعادة بث حي جديد غير ذي صلة بالأفاتار الأصلي: أُعلن عن فيلم ذا لاست إيربندر على شبكة نتفليكس، مما أدى فعلياً إلى إلغاء أي فرص باقية لاحتمال حدوث نتائج في الفيلم. |
| الفأر الهائل                                       | Mighty Mouse                                         | نُقل إلى باراماونت للرسم المتحركة | في أوائل العام 2004، أعلنت استوديوهات الرسوم المتحركة أومركس ونيكلوديون عن نيتهما في جلب الفأر العظيم (مع حفظ حقوق الملكية لشركة سي بي إس) إلى الشاشة الكبيرة مع عبر تقنية الصور المنشأة بالحاسوب والذي كان من المقرر مبدئيا أن يصدر في وقت ما في عام 2013. لكن أعمال هذا الفيلم لم تنته أبداً ومصير الفيلم بقي مجهولاً حتى العام 2019، عندما أُكد أن العمل ستحييه شركة باراماونت للرسوم المتحركة، وأن جون وإيريك هوبر سيكونون كاتبي الفيلم. |
| مغامرات تان تان (فيلم)                             | مغامرات تان تان (فيلم)                               | قيد التطوير                      | في نوفمبر 2011، أعلن ستيفن سبيلبرغ عن تتمة لفيلم مغامرات تان تان الذي صدر عام 2011، وكان من المقرر أن يُطلق هذا الجزء في المستقبل. إلا أنه لم تتوافد أي معلومات حوله حتى العام 2019، عدا انضمام بيتر جاكسون إلى أسرة العمل. |
| فيلم غير معنون هنري البطل                          | Untitled هنري البطل film                             | التغى                            | في 5 مايو 2017، أعلنت صيما زرقامي - الرئيسة السابقة لمجموعة نيكلوديون التابعة لشركة فاياكوم- أن فيلمًا مبنيًا على سلسلة الأعمال الحية هنري البطل كانت قيد التطوير، ولكن اعتبارًا من عام 2019، لم يتم الإعلان عن أي معلومات أخرى عن الفيلم. انتهت السلسلة في 21 مارس 2020، وغادر كل من دان شنايدر وزرقامي شبكة نيكلوديون عام 2018، لتنتهي على ما يبدو أي فرص لحدوث الفيلم. |
| فيلم غير معنون هل تخاف الظلام؟                     | Untitled Are You Afraid of the Dark? film            | التغى                            | في 13 نوفمبر 2017، أعلن أن إعادة العمل وإنتاج فيلم هل تخاف الظلام؟ بالتعاون مع شركة باراماونت بليرز، وقد حددت موعد اطلاق الفيلم ليكون في 11 أكتوبر 2019. من إنتاج مات كابلان، وغاري دوبرمان (كاتب سيناريو إت) في كتابة السيناريو، وإخراج دي كاروسو. إلا أنَّ الفيلم حذف من إصدارات باراماونت في 27 فبراير 2019، وأضيف مسلسلاً ليبث في 11 أكتوبر 2019. |
| فيلم غير معنون راجراتس                             | Untitled راجراتس film                                | غير معروف                        | في 16 يوليو 2018، ذكرت مجلة فارايتي أن فيلم راجراتس الجديد كان قيد الإنتاج جنبا إلى جنب مع إعادة العمل على المسلسل مع تحديد تاريخ الإصدار الأصلي في 13 نوفمبر 2020. الفيلم كان سيكون هجينا بين أفلام الإثارة الحية وتقنية الصور المعمولة بالحاسوب، بكتابة ديفيد غودمان وإنتاج باراماونت بليرز. ثمَّ في 27 فبراير 2019، أعلن أن الفيلم سيطلق في 29 يناير 2021. في 26 أبريل 2019، مع الإعلان عن تعيين ديفيد باورز مخرجاً، إلى جانب كارين روزنفلت في الإنتاج. ومع ذلك ، إلا أنَّ الفيلم سحب من جدول الإصدارات في 12 نوفمبر عام 2019 لصالح فيلم نزال لاستوديوهات دبليو دبليو إي، والذي تأخر إصداره منذ يوليو 2020. |

## الجوائز والترشيحات

### جائزة الأوسكار
| السنة                                     | التصنيف               | الفيلم                                    | مستلم (و) الجائزة                        | النتيجة |
| ----------------------------------------- | --------------------- | ----------------------------------------- | ---------------------------------------- | ------- |
| 2002                                      | أفضل فيلم رسوم متحركة | جيمي نيوترون: الفتى العبقري               | ستيف أويديكيرك وجون ديفيس                | رُشح     |
| حفل توزيع جوائز الأوسكار الخامس والسبعون  | أفضل أغنية أصلية      | فيلم عائلة ثورنبيري                       | بول سايمون أغنية ("Father and Daughter") | رُشح     |
| حفل توزيع جوائز الأوسكار السابع والسبعون  | أفضل مكياج وتصفيف شعر | ليموني سنيكتس: سلسلة من الأحداث المأساوية | بيل كورسو وفالي أورايلي                  | فاز     |
| حفل توزيع جوائز الأوسكار السابع والسبعون  | أفضل موسيقى تصويرية   | ليموني سنيكتس: سلسلة من الأحداث المأساوية | توماس نيومان                             | رُشح     |
| حفل توزيع جوائز الأوسكار السابع والسبعون  | أفضل إخراج فني        | ليموني سنيكتس: سلسلة من الأحداث المأساوية | ريتشارد هاينريتش شيريل كاراسيك           | رُشح     |
| حفل توزيع جوائز الأوسكار السابع والسبعون  | أفضل تصميم أزياء      | ليموني سنيكتس: سلسلة من الأحداث المأساوية | كولين أتوود                              | رُشح     |
| حفل توزيع جوائز الأوسكار الرابع والثمانون | أفضل فيلم رسوم متحركة | رانجو                                     | غور فيربينسكي                            | فاز     |
| حفل توزيع جوائز الأوسكار الرابع والثمانون | أفضل موسيقى تصويرية   | مغامرات تان تان                           | جون ويليامز (موزع)                       | رُشح     |

### جائزة غولدن غلوب
| السنة | التصنيف               | الفيلم              | مستلم (و) الجائزة                        | النتيجة |
| ----- | --------------------- | ------------------- | ---------------------------------------- | ------- |
| 2003  | أفضل أغنية أصلية      | فيلم عائلة ثورنبيري | بول سايمون أغنية ("Father and Daughter") | رُشح     |
| 2012  | أفضل فيلم رسوم متحركة | رانجو               | غور فيربينسكي                            | رُشح     |
| 2012  | أفضل فيلم رسوم متحركة | مغامرات تان تان     | ستيفن سبيلبرغ                            | فاز     |

### جائزة اختيار أطفال نيكلوديون
| السنة | التصنيف                          | الفيلم                                          | مستلم (و) الجائزة | النتيجة |
| ----- | -------------------------------- | ----------------------------------------------- | --- | ------- |
| 1997  | أفضل ممثلة فيلم                  | هارييت الجاسوسة                                 | روزي أودونيل | فاز     |
| 1999  | أفضل فيلم                        | فيلم راجراتس                                    | — | فاز     |
| 2001  | أفضل أداء صوتي لفيلم رسوم متحركة | راجراتس في باريس: الفيلم                        | سوزان سارندون | فاز     |
| 2004  | أفضل أداء صوتي لفيلم رسوم متحركة | راجراتس اجمحي                                   | بروس ويليس | رُشح     |
| 2005  | أفضل ممثل فيلم                   | ليموني سنيكتس: سلسلة من الأحداث المأساوية       | جيم كاري | رُشح     |
| 2007  | أفضل ممثل فيلم                   | ناتشو ليبر                                      | جاك بلاك | رُشح     |
| 2007  | أفضل ممثلة فيلم                  | شبكة شارلوت (فيلم 2006)                         | داكوتا فانينغ | فاز     |
| 2012  | أفضل أداء صوتي لفيلم رسوم متحركة | رانجو (فيلم 2011)                               | جوني ديب | رُشح     |
| 2015  | أفضل فيلم                        | سلاحف النينجا (فيلم 2014)                       | — | رُشح     |
| 2015  | أفضل ممثل فيلم                   | سلاحف النينجا (فيلم 2014)                       | ويل آرنيت (وأيضا فيلم فيلم ليغو) | رُشح     |
| 2015  | أفضل ممثلة فيلم                  | سلاحف النينجا (فيلم 2014)                       | ميغان فوكس | رُشح     |
| 2015  | أفضل فيلم رسوم متحركة            | فيلم سبونج بوب سكوير بانتس: الإسفنج خارج المياه | \| data-sort-value="" style="background: #ececec; color: #2C2C2C; vertical-align: middle; text-align: center; " class="table-na" \| — | رُشح     |
| 2017  | أفضل فيلم                        | سلاحف النينجا: الخروج من الظلال                 | — | رُشح     |
| 2017  | أفضل ممثل فيلم                   | سلاحف النينجا: الخروج من الظلال                 | ويل آرنيت | رُشح     |
| 2017  | أفضل ممثلة فيلم                  | سلاحف النينجا: الخروج من الظلال                 | ميغان فوكس | رُشح     |
| 2017  | بشكل عام                         | سلاحف النينجا: الخروج من الظلال                 | نويل فيشر، جيريمي هوارد (ممثل), بيتي بولسيك، آلان ريتشسون                                                                             | رُشح     |

### جائزة زحل
| السنة | التصنيف               | الفيلم                                    | مستلم (و) الجائزة                                                     | النتيجة |
| ----- | --------------------- | ----------------------------------------- | --------------------------------------------------------------------- | ------- |
| 2005  | أفضل فيلم فانتازيا    | ليموني سنيكتس: سلسلة من الأحداث المأساوية | —                                                                     | رُشح     |
| 2005  | أفضل مكياج            | ليموني سنيكتس: سلسلة من الأحداث المأساوية | فالي أورايلي وبيل كورسو                                               | رُشح     |
| 2007  | أفضل فيلم فانتازيا    | شبكة شارلوت (فيلم 2006)                   | —                                                                     | رُشح     |
| 2007  | أفضل مؤثرات خاصة      | شبكة شارلوت (فيلم 2006)                   | كارين جوي، وجون أندرو بيرتون جونيور، وبلير كلارك وجون دايتز           | رُشح     |
| 2008  | أفضل فيلم فانتازيا    | سجلات سبايدرويك (فيلم)                    | —                                                                     | رُشح     |
| 2008  | أفضل أداء لممثل شاب   | سجلات سبايدرويك (فيلم)                    | فريدي هايمور                                                          | رُشح     |
| 2012  | أفضل فيلم رسوم متحركة | رانجو (فيلم 2011)                         | —                                                                     | رُشح     |
| 2012  | أفضل فيلم رسوم متحركة | مغامرات تان تان (فيلم)                    | —                                                                     | رُشح     |
| 2012  | جائزة زحل لأفضل مخرج  | مغامرات تان تان (فيلم)                    | ستيفن سيلبرغ                                                          | رُشح     |
| 2012  | أفضل مومسيقا          | مغامرات تان تان (فيلم)                    | جون ويليامز                                                           | رُشح     |
| 2012  | أفضل مؤثرات خاصة      | مغامرات تان تان (فيلم)                    | مات أيكين، وجيمي بيرد، وجو ليتري، وكيث ميلر، ووان ستلبلس وماتياس مينز | رُشح     |
| 2012  | أفضل تعديلات          | مغامرات تان تان (فيلم)                    | ميشيل كان                                                             | رُشح     |
| 2012  | أفضل تصميم إنتاج      | مغامرات تان تان (فيلم)                    | كيم سينكلير                                                           | رُشح     |

## هوامش
1. ↑  خلافا للأفلام السابقة من نيكلوديون الأفلام فإن فيلم "دوريات المخلاب: الفيلم" أنتج في كندا، وحقوق النشر في الفيلم هي ملك [سبين ماستر] بدلا من باراماونت بيكتشرز. فيما وزعت نيكلوديون الأفلام على الصعيد الدولي فقط، ولم تنتجه بشكل صريح.

## روابط خارجية
- نيكلوديون أفلام على موقع IMDb (الإنجليزية)
- نيكلوديون أفلام على موقع الموسوعة البريطانية (الإنجليزية)